# Karenia
Karenia é um género de dinoflagelados que contém pelo menos 12 espécies anteriormente incluídas no género Gymnodinium. Algumas das espécies foram identificadas como causadoras de marés vermelhas em águas marinhas costeiras das regiões tropicais e subtropicais, nomeadamente as espécies Karenia brevis (ao largo das costas da Flórida) e Karenia mikimotoi inicialmente descrita nas costas japonesas (onde causa marés vermelhas), mas já encontrada no Oceano Atlântico, provavelmente transportada em águas de lastro.